# Pavuvu
Pavuvu es la más grande de las Islas Russell en la Provincia Central, Islas Salomón. Se encuentra al noroeste de Guadalcanal. El área es de 129,19 kilómetros cuadrados (49,88 millas cuadradas). El pueblo más grande es Nukufero en la costa norte.

## Historia
La isla había servido como plantación de cocos para los nativos. En 1942, tras el comienzo de la Guerra del Pacífico de la Segunda Guerra Mundial, la Armada Imperial Japonesa arrasó las Islas Salomón, lo que provocó que los nativos abandonaran la isla. Después de que Estados Unidos capturó Guadalcanal, pudieron utilizar el aeródromo para bombardear las guarniciones japonesas en las islas cercanas. Pavuvu fue uno de ellos. Esta isla sirvió como hogar temporal de la 1.ª División de Infantería de Marina de los EE. UU., a partir de mayo de 1944, después de su acción en el cabo Gloucester, y nuevamente después de su acción en Peleliu. Después de la guerra, los nativos regresaron a la isla y retomaron la plantación de cocos.